# 1808
1808 (số La Mã: MDCCCVIII) là một năm nhuận bắt đầu vào thứ Sáu trong lịch Gregory.
Bản mẫu:Tháng trong năm 1808

## Sự kiện
- Beethoven hoàn thành bản giao hưởng số 5 và số 6.